# Monhystera tenax
Monhystera tenax är en rundmaskart som beskrevs av De Man 1876. Monhystera tenax ingår i släktet Monhystera och familjen Monhysteridae. Inga underarter finns listade i Catalogue of Life.